# Sofia Vanni Rovighi
Sofia Vanni Rovighi (San Lazzaro di Savena, 28 settembre 1908 – Bologna, 10 giugno 1990) è stata una storica della filosofia italiana.

## Biografia
Nel 1926 a Milano si diplomò al Liceo Ginnasio Giovanni Berchet e nel 1930, dopo aver frequentato la Facoltà di Lettere e Filosofia dell'Università Cattolica del Sacro Cuore, dove incontrò professori come Amato Masnovo, Emilio Chiocchetti, Giuseppe Zamboni e Francesco Olgiati, discusse una tesi di laurea su Giovanni Duns Scoto, con Masnovo come relatore.
Dal 1931 al 1938 svolse le esercitazioni di Filosofia alla Facoltà di Magistero dell'Università Cattolica di Milano (dove svolgerà l'intera carriera accademica), quindi, conseguita la libera docenza in Filosofia nel 1939, fu nominata assistente incaricata prima di Filosofia, poi di Storia della filosofia nella stessa facoltà. Nel 1948 passò all'insegnamento di Filosofia morale alla Facoltà di Lettere e Filosofia, che tenne fino al 1951 quando, vinto l'ordinariato, passò alla cattedra di Storia della filosofia medievale presso la stessa facoltà, quindi, nel 1959, a quella di Storia della filosofia. Nel 1973 ebbe la cattedra di Filosofia teoretica della stessa facoltà, che resse fino al 1978, anno in cui andò in quiescenza.
Si interessò prevalentemente di storia del pensiero medievale, in particolare di San Tommaso d'Aquino (di cui diede una originale reinterpretazione neotomistica alla luce del pensiero husserliano), e di filosofia moderna e contemporanea, con particolare attenzione al rapporto fra filosofia e scienza sulla scia del pensiero di Jacques Maritain. Ha inoltre contribuito, con le sue riflessioni e i suoi studi di analisi storica e teoretica, a favorire – anche in Italia – una impostazione filosofica di tipo neoscolastico, aperta alla metafisica e in dialogo con tutte le scienze.
Il collocare la sua indagine teoretica costantemente fra il periodo medioevale e quello contemporaneo, in un reciproco confronto dialettico del pensiero filosofico di autori come Sant'Agostino, Sant'Anselmo, D'Auriole, Galilei, Kant, Hegel, Scheler, era sostanzialmente finalizzato alla ricerca di contenuti filosofici in un certo senso "perenni", cioè invarianti al passare delle epoche. Notevoli anche i suoi studi su Kant, Husserl e Heidegger. Da segnalare altresì i suoi interessi verso la teoria della conoscenza e l'epistemologia, nonché l'etica.
Appartenente a diverse associazioni e società scientifiche e culturali italiane e straniere, direttrice, dal 1962 al 1971, della Rivista di Filosofia Neo-Scolastica dell'Università Cattolica di Milano e, dal 1973 al 1978, dell'Istituto di Filosofia della stessa, nel 1980 l'Accademia Nazionale dei Lincei le conferì il Premio Feltrinelli per le Scienze Filosofiche.

## Opere principali
- L'immortalità dell'anima nel pensiero di Giovanni Duns Scoto, Vita e Pensiero, Milano, 1931.
- L'immortalità dell’anima nei maestri francescani del secolo XIII, Vita e Pensiero, Milano, 1936.
- La filosofia di Edmund Husserl, Unione Tipografica Editrice, Milano, 1938.
- Elementi di filosofia, 3 voll., Marzorati Editore, Milano, 1941 (con successive edizioni e ristampe, l'ultima del 1964, pubblicata dalla Editrice La Scuola, Brescia).
- La concezione hegeliana della storia, Vita e Pensiero, Milano, 1942.
- Appunti del corso di pedagogia, Vita e Pensiero, Milano, 1943.
- Heidegger, Editrice La Scuola, Brescia, 1945.
- Introduzione allo studio di Kant, Marzorati Editore, Milano, 1945.
- Husserl, Editrice La Scuola, Brescia, 1947.
- Galileo, Editrice La Scuola, Brescia, 1948.
- S. Anselmo e la filosofia del sec. XI, Libreria Bocca, Milano, 1949.
- Lezioni di filosofia morale, Università Cattolica di Milano (UCSC), Milano, 1954.
- La filosofia di Edmund Husserl, Università Cattolica di Milano (UCSC), Milano, 1960.
- Gnoseologia, Morcelliana Editrice, Brescia, 1963.
- L'antropologia filosofica di San Tommaso d'Aquino, Vita e Pensiero, Milano, 1965.
- La fenomenologia di Husserl, CELUC, Milano, 1969.
- Introduzione a Tommaso d'Aquino, Gius. Laterza & figli, Bari, 1973.
- Il problema teologico come filosofia, Vita e Pensiero, Milano, 1977.
- Appunti di antropologia filosofica, Vita e Pensiero, Milano, 1978.
- Studi di filosofia medioevale, 2 voll., Vita e Pensiero, Milano, 1978.
- Uomo e natura. Appunti per una antropologia filosofica, Vita e Pensiero, Milano, 1980.
- Istituzioni di filosofia, Editrice La Scuola, Brescia, 1982.
- La filosofia e il problema di Dio, Vita e Pensiero, Milano, 1986.
- Storia della filosofia moderna. Dalla rivoluzione scientifica a Hegel, Editrice La Scuola, Brescia, 1976.
- Storia della filosofia contemporanea. Dall'Ottocento ai giorni nostri, Editrice La Scuola, Brescia, 1980.
- Introduzione a Anselmo d'Aosta, Gius. Laterza & figli, Bari, 1982.
- Filosofia della conoscenza, a cura di Alessandro Ghisalberti, ESD, Bologna, 2007.

La maggior parte di queste opere ha avuto più ristampe e successive edizioni.